# Todd Woodbridge
Todd Andrew Woodbridge (Sydney, 2 april 1971) is een Australische tennisser die vooral furore maakte als dubbelspeler.
Hij werd professioneel tennisspeler in 1988. Vanaf het begin van zijn carrière blonk hij vooral uit als dubbelspeler. Een groot deel van zijn dubbeloverwinningen behaalde hij samen met zijn landgenoot Mark Woodforde; het duo werd The Woodies genoemd. In 2003 evenaarde hij met zijn 78ste dubbelspeltitel het record van Tom Okker.
Sinds 2005 is hij de recordhouder met 83 dubbelspeloverwinningen. Tot zijn dubbelspeltitels behoren ook titels op de vier grandslamtoernooien: Australian Open, US Open, Wimbledon en Roland Garros. Daarnaast behaalde hij in zijn gehele profcarrière nog twee individuele titels. In totaal sloeg hij een prijzengeld van tien miljoen dollar bij elkaar. Woodbridge kondigde zijn afscheid aan tijdens de 2005-editie van Wimbledon.
In 2010 werd hij opgenomen in de prestigieuze internationale Tennis Hall of Fame.

## Dubbelspeltitels (83)
- 2005
  - Sydney
- 2004
  - Sydney
  - Nottingham
  - Wimbledon
  - Parijs
- 2003
  - Halle
  - Wimbledon
  - Stockholm
  - US Open
- 2002
  - Auckland
  - Bastad
  - Monte Carlo
  - Wimbledon
- 2001
  - Australian Open
  - Hamburg
  - Monte Carlo
- 2000
  - Adelaide
  - Cincinnati
  - Hamburg TMS
  - London/Queen's Club
  - Miami
  - Roland Garros
  - Sydney
  - Wimbledon
- 1999
  - Orlando
  - Memphis
  - San Jose
- 1998
  - Memphis
  - Munich
  - San Jose
  - Singapore
  - Sydney Outdoor
- 1997
  - Australian Open
  - Cincinnati
  - Key Biscayne
  - Stuttgart Indoor
  - Wimbledon
- 1996
  - Adelaide
  - Atlanta Olympics
  - Coral Springs
  - Doubles Championship
  - Indian Wells
  - Key Biscayne
  - London/Queen's Club
  - Wimbledon
  - Philadelphia
  - Singapore
  - US Open
  - Tokyo Outdoor
- 1995
  - Sydney Buiten (m/Mark Woodforde)
  - Key Biscayne (m/Mark Woodforde)
  - Pinehurst (m/Mark Woodforde)
  - Coral Springs (m/Mark Woodforde)
  - Wimbledon (m/Mark Woodforde)
  - Cincinnati (m/Mark Woodforde)
  - US Open (m/Mark Woodforde)
- 1994
  - Dubai (m/Mark Woodforde)
  - Pinehurst (m/Mark Woodforde)
  - Wimbledon (m/Mark Woodforde)
  - Indianapolis (m/Mark Woodforde)
  - Stockholm (m/Mark Woodforde)
- 1993
  - Adelaide (m/Mark Woodforde)
  - Memphis (m/Mark Woodforde)
  - Hongkong (m/David Wheaton)
  - London/Queen's Club (m/Mark Woodforde)
  - Wimbledon (m/Mark Woodforde)
  - Stockholm (m/Mark Woodforde)
- 1992
  - Australian Open (m/Mark Woodforde)
  - Memphis (m/Mark Woodforde)
  - Philadelphia (m/Mark Woodforde)
  - Singapore (m/Mark Woodforde)
  - Cincinnati (m/Mark Woodforde)
  - Tokio Binnen (m/Mark Woodforde)
  - Stockholm (m/Mark Woodforde)
  - Doubles Championship (m/Mark Woodforde)
- 1991
  - Brussel (m/Mark Woodforde)
  - Kopenhagen (m/Mark Woodforde)
  - Tokio Buiten (m/Stefan Edberg)
  - London/Queen's Club (m/Mark Woodforde)
  - Schenectady (m/Javier Sanchez)
  - Brisbane (m/Mark Woodforde)
- 1990
  - Casablanca (m/Simon Youl)
  - Brisbane (m/Jason Stoltenberg)

## Resultaten grandslamtoernooien
| Legenda | Legenda                          |
| ------- | -------------------------------- |
| g.t.    | geen toernooi gehouden           |
| l.c.    | lagere categorie                 |
| –       | niet deelgenomen                 |
| G       | uitgeschakeld in de groepsfase   |
| 1R      | uitgeschakeld in de eerste ronde |
| 2R      | uitgeschakeld in de tweede ronde |
| 3R      | uitgeschakeld in de derde ronde  |
| 4R      | uitgeschakeld in de vierde ronde |
| KF      | uitgeschakeld in de kwartfinale  |
| HF      | uitgeschakeld in de halve finale |
| F       | de finale verloren               |
| W       | het toernooi gewonnen            |
| w-v     | winst/verlies-balans             |

### Enkelspel
| Toernooi        | 1988 | 1989 | 1990 | 1991 | 1992 | 1993 | 1994 | 1995 | 1996 | 1997 | 1998 | 1999 | 2000 | 2001 |
| --------------- | ---- | ---- | ---- | ---- | ---- | ---- | ---- | ---- | ---- | ---- | ---- | ---- | ---- | ---- |
| Australian Open | 2R   | 2R   | 3R   | 4R   | 1R   | 3R   | 2R   | 1R   | 3R   | 3R   | 4R   | 1R   | 2R   | 1R   |
| Roland Garros   | 1R   | –    | 2R   | 2R   | 3R   | 2R   | –    | 2R   | 3R   | 2R   | 3R   | 1R   | –    | –    |
| Wimbledon       | 1R   | 2R   | 1R   | 3R   | 2R   | 2R   | –    | 3R   | 2R   | HF   | 3R   | 2R   | 2R   | 2R   |
| US Open         | –    | –    | 1R   | 3R   | 2R   | 2R   | 3R   | 3R   | 1R   | 2R   | 1R   | –    | –    | –    |

### Mannendubbelspel
| Toernooi        | 1988 | 1989 | 1990 | 1991 | 1992 | 1993 | 1994 | 1995 | 1996 | 1997 | 1998 | 1999 | 2000 | 2001 | 2002 | 2003 | 2004 | 2005 |
| --------------- | ---- | ---- | ---- | ---- | ---- | ---- | ---- | ---- | ---- | ---- | ---- | ---- | ---- | ---- | ---- | ---- | ---- | ---- |
| Australian Open | 1R   | 1R   | 3R   | HF   | W    | 1R   | KF   | 3R   | 1R   | W    | F    | HF   | HF   | W    | 2R   | KF   | HF   | KF   |
| Roland Garros   | 3R   | –    | KF   | 3R   | 3R   | HF   | KF   | 1R   | HF   | F    | 3R   | 1R   | W    | KF   | KF   | 2R   | 3R   | 1R   |
| Wimbledon       | 1R   | –    | KF   | KF   | HF   | W    | W    | W    | W    | W    | F    | KF   | W    | 3R   | W    | W    | W    | 2R   |
| US Open         | 1R   | 1R   | 2R   | HF   | HF   | 3R   | F    | W    | W    | 1R   | 3R   | KF   | 2R   | 3R   | HF   | W    | 3R   | –    |